# Markgrafneusiedl
Markgrafneusiedl osztrák község Alsó-Ausztria Gänserndorfi járásában. 2020 januárjában 898 lakosa volt.

## Elhelyezkedése

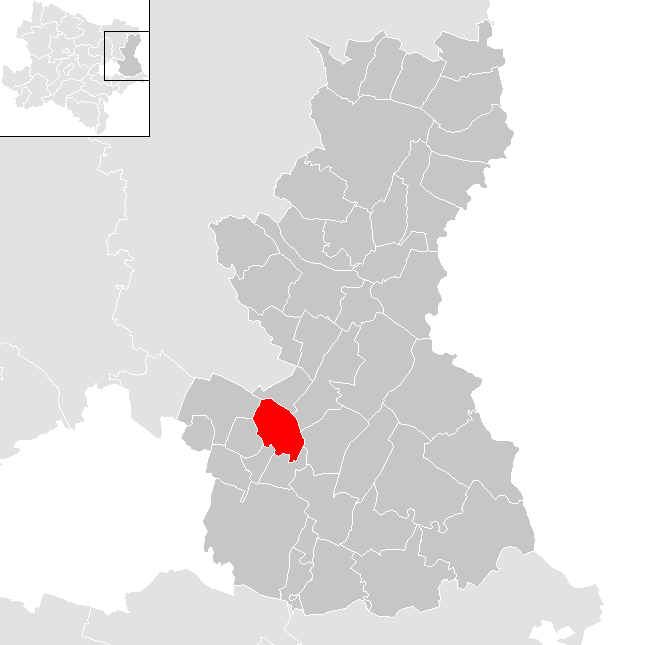
Markgrafneusiedl a Gänserndorfi járásban

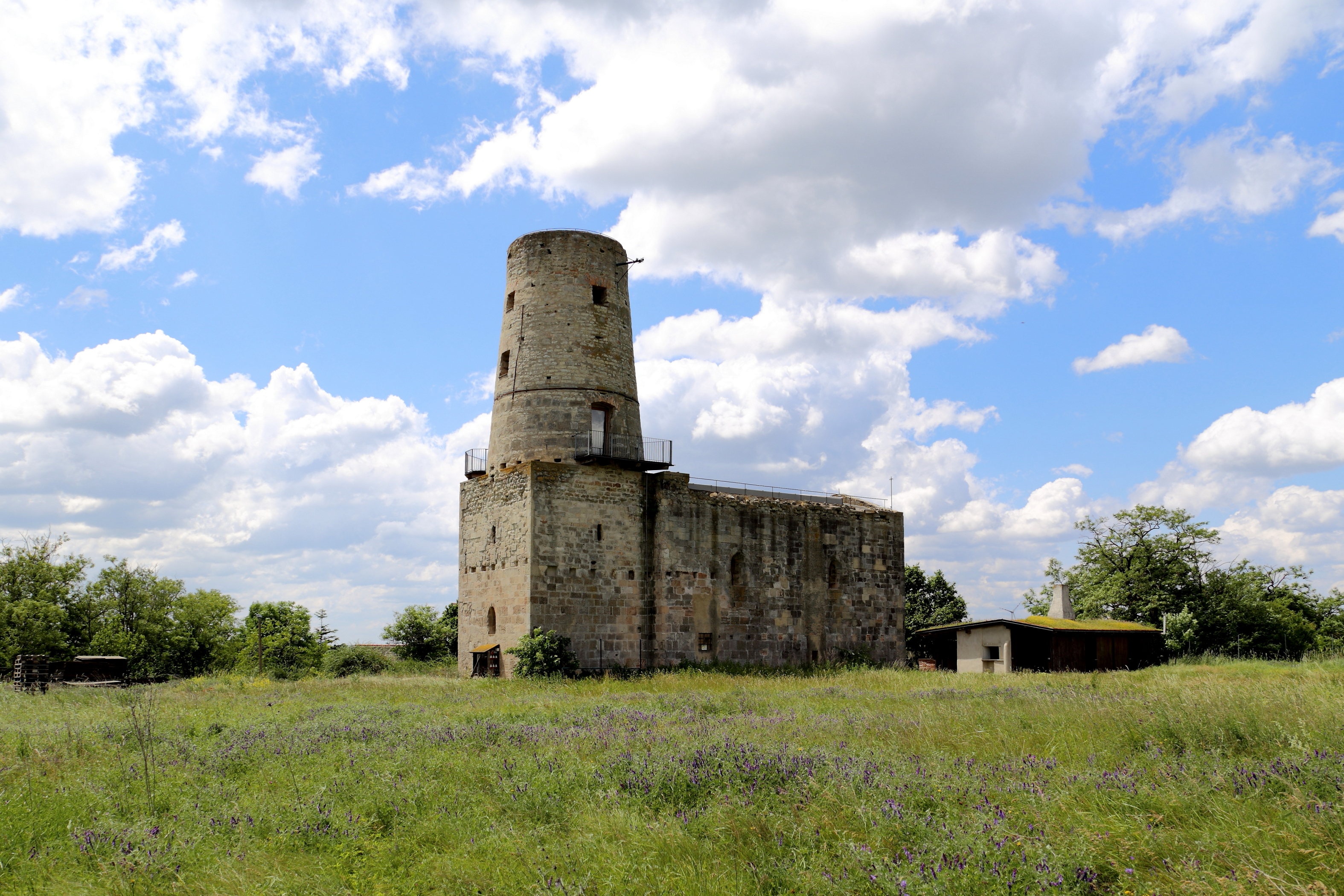
A Szt. Márton-templom romjai

Markgrafneusiedl a tartomány Weinviertel régiójában fekszik a Morva-mező középső részén, a Rußbach folyó mentén. Területének 8,4%-a erdő, 56,2% áll mezőgazdasági művelés alatt. Az önkormányzathoz egyetlen település és katasztrális község tartozik.
A környező önkormányzatok: északra Strasshof an der Nordbahn, északkeletre Gänserndorf, keletre Obersiebenbrunn, délre Glinzendorf, délnyugatra Großhofen, nyugatra Parbasdorf, északnyugatra Deutsch-Wagram.

## Története
Markgrafneusiedlt először a klosterneuburgi urbárium 1120-1129 közötti egyik bejegyzésében említik. A falu a kolostor birtoka volt, később a Babenbergekhez, majd a Nürnberg várgrófokhoz került. 1381-ben Friedrich von Nürnberg hűbérbe adta Markgrafneusiedl, Ebenfelden és Zwingendorf falvakat a Ludwig, Chadolt és Konrad von Eckartsau fivéreknek. 1455-ben Rüdiger von Starhemberg szerezte meg jövedelmeit, aki wolkersdorfi uradalmához csatolta. 1542-ben I. Ferdinánd császár felesége, Jagelló Anna vásárolta meg az uradalmat, amelyet a bécsi udvari ispotálynak adományozott. Markgrafneusiedlt ezután a bécsi dominikánusok és a jezsuiták igazgatták. A harmincéves háború során 1645-ben a svédek felégették a falut.
1809-ben a falu volt az egyik helyszíne a wagrami csatának. 1820-ban vásártartási jogot kapott, azonban a vasutak megépülése után a markgrafneusiedli gabonavásár elvesztette jelentőségét.
A második világháború végén, 1945 áprilisában harcokra került sor a visszavonuló németek és a szovjet hadsereg között, melynek során több ház és a Russbach hídja megrongálódott.

## Lakosság
A markgrafneusiedli önkormányzat területén 2020 januárjában 898 fő élt. A lakosságszám 1961 óta gyarapodó tendenciát mutat. 2018-ban az ittlakók 91,4%-a volt osztrák állampolgár; a külföldiek közül 0,7% a régi (2004 előtti), 3,8% az új EU-tagállamokból érkezett. 3,3% a volt Jugoszlávia (Szlovénia és Horvátország nélkül) vagy Törökország, 0,8% egyéb országok polgára volt. 2001-ben a lakosok 79,1%-a római katolikusnak, 2,5% evangélikusnak, 2,2% ortodoxnak, 6% pedig felekezeten kívülinek vallotta magát. Ugyanekkor 3 magyar élt a községben; a legnagyobb nemzetiségi csoportokat a német (85,5%) mellett a szerbek (2,2%) és a horvátok (1,7%) alkották.

## Látnivalók
- a Mária mennybevétele-plébániatemplom
- az 1862-ben leégett Szt. Márton-templom romjai
- a történeti és régészeti múzeum
- a bezárt deutsch-wagrami katonai repülőtér maradványai

## Fordítás
- Ez a szócikk részben vagy egészben  a   Markgrafneusiedl című német Wikipédia-szócikk ezen változatának fordításán alapul.  Az eredeti cikk szerkesztőit annak laptörténete sorolja fel. Ez a jelzés csupán a megfogalmazás eredetét és a szerzői jogokat jelzi, nem szolgál a cikkben szereplő információk forrásmegjelöléseként.